# Алоказия Сандера
Алоказия Сандера (лат. Alocasia sanderiana) — вид тропических растений рода Алоказия (Alocasia), семейства Ароидные (Araceae).
Популярное декоративное растение, которое высоко ценится цветоводами благодаря впечатляющим стреловидным листьям, достигающим длины до 40 см. Листья имеют темно-оливковый оттенок с волнистыми краями и контрастными серебристо-белыми прожилками. В теплых климатических зонах оно активно используется в ландшафтном дизайне, а за пределами тропиков процветает как комнатное растение. В естественных условиях Алоказия Сандера встречается только на филиппинском острове Минданао и находится под угрозой исчезновения согласно Международному союзу охраны природы.

## Название
Видовой латинский эпитет был дан в честь Генри Сандера, немецко-английского ботаника и эксперта по покрытосеменным растениям и папоротникам.

## Описание
Алоказия Сандера, также известная как «растение крис» из-за сходства краев ее листьев с волнистым лезвием меча калис (также известный как Крис или Керис), представляет собой тропический многолетний полукустарник с прямостоячими листьями.
У растения обычно от одного до нескольких листьев, которые чередуются с бумажными катафиллами. Листья темно-блестящие, варьируют в цвете от темно-зеленого до черновато-зеленого, часто с крупными белыми или желтоватыми жилками и краями. Листья имеют три-четыре основные жилки, обычно расположенные напротив друг друга, и вторичные жилки, идущие от первичных под широким углом. Нижняя сторона листьев обычно (но не всегда) имеет красноватый или пурпурный оттенок. Листья достигают длины около 30–40 см и ширины 15–20 см и имеют форму, напоминающую стрелу или продолговатое яйцо, с выраженными волнистыми краями.

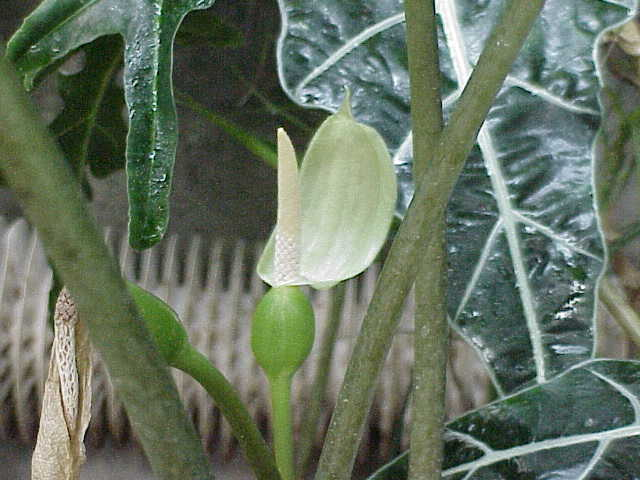
Соцветие

Растение образует кремово-белые соцветия, часто в парах, длиной примерно 15 см, состоящие из зелено-белой чешуи, покрывающей крошечные цветки. Женские цветки собраны в нижней части соцветия, а мужские — в верхней. Корневище растет вертикально. Плоды — оранжево-красные ягоды, не пригодны в пищу.

## Таксономия
Alocasia sanderiana W.Bull, первое упоминание в Nursery Cat. (William Bull) 199: 11 (1884).

### Синонимы
Гомотипные (основанные на одном и том же номенклатурном типе):
- Schizocasia sanderiana (W.Bull) Engl. (1898)

Гетеротипные (основанные на разных номенклатурных типах):
- Alocasia sanderi Pynaert (1886)
- Alocasia sanderiana var. nobilis André (1895)
- Alocasia urdanetensis Elmer (1939)

## Выращивание

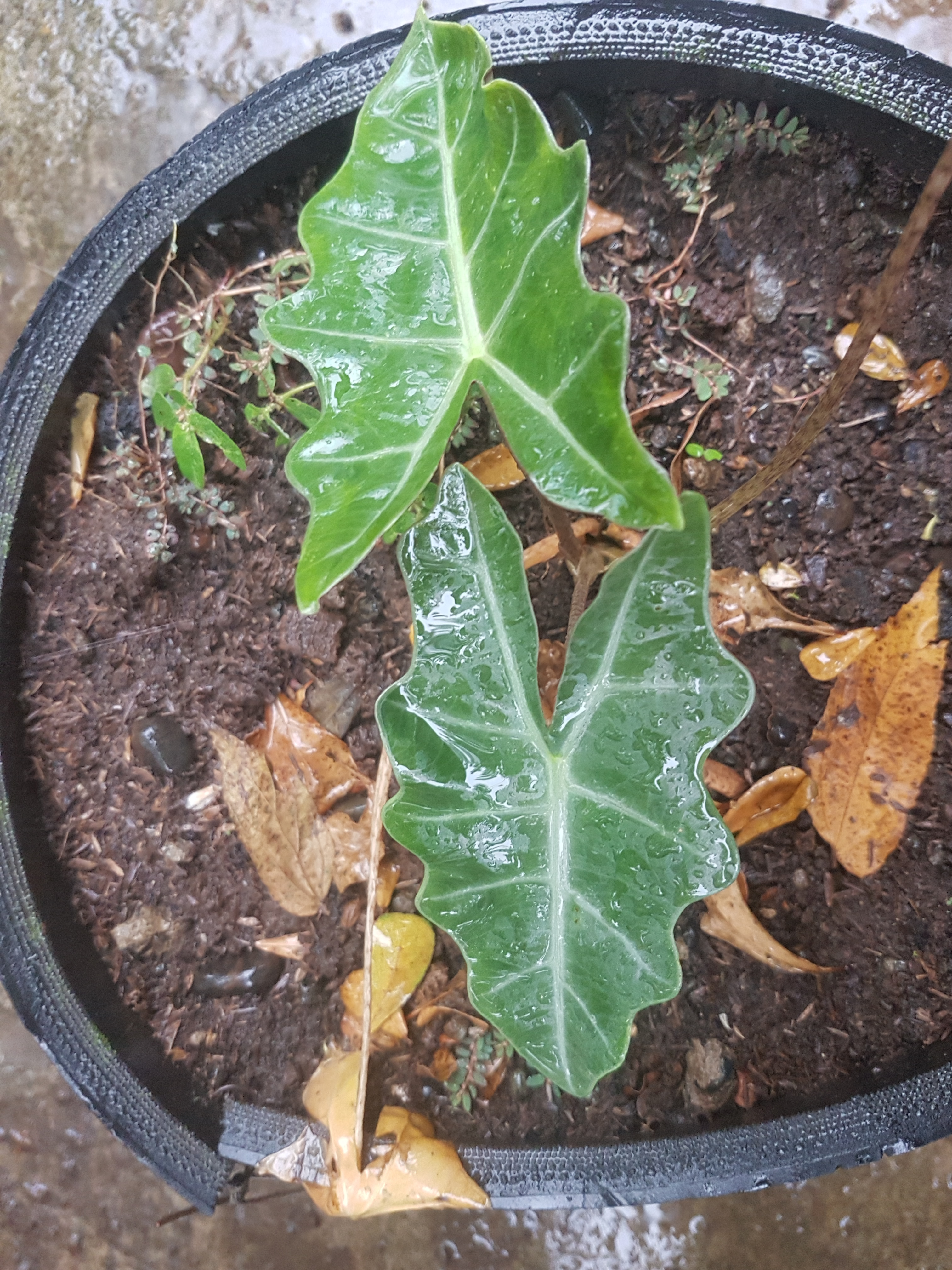
В культуре

Алоказия Сандера может процветать как при рассеянном солнечном свете, так и в условиях тени. Однако прямые солнечные лучи могут вызвать ожоги на листьях. С другой стороны, если растение будет находиться в месте с недостаточным освещением на протяжении продолжительного времени, его стебель может стать тонким, а листья — более мягкими. Оптимальным решением будет размещение алоказии Сандера в месте с полутенью.
Растение процветает в теплой и влажной среде круглый год, наилучшей температурой для него является диапазон от 20 до 30 ℃. Это растение может переживать минимальную температуру около 8 ℃, но длительное пребывание при низких температурах может негативно сказаться на его росте и даже привести к гибели. В регионах, где зимой температура часто опускается ниже 10 ℃, не рекомендуется выращивать Алоказию Сандера на открытом воздухе.
Поскольку это растение происходит из тропического и субтропического климата, для него критически важна высокая влажность. Засуха может нанести вред растению, поэтому важно поддерживать почву в постоянном увлажненном состоянии и не допускать относительную влажность воздуха ниже 60% в течение вегетационного периода. Регулярное опрыскивание листьев в этот период может способствовать росту растения и поддержанию необходимой влажности воздуха.